# André Géraud
André Géraud (Pseudonym Pertinax, * 18. Oktober 1882 in Saint-Louis-de-Montferrand; † 11. Dezember 1974 in Brive-la-Gaillarde) war ein konservativer französischer Journalist.

## Biographie
André Géraud leitete die Auslandredaktion des Écho de Paris. Sein 1943 publiziertes Buch Les Fossoyeurs. Défaite militaire de la France. Armistice. Contre-révolution gilt heute noch als Referenz für das Frankreich der 1930er Jahre, seine Politiker und Militärs und die damalige Situation der Presse.

## Werk
- Pertinax: Les Fossoyeurs. Défaite militaire de la France. Armistice. Contre-révolution. Éditions de la Maison française, New York 1943 (Band 1: Gamelin ‒ Daladier ‒ Reynaud, Band 2: Pétain).